# Skread
 (mars 2020).
Skread ([skʁɛd], prononcé en anglais : [ˈskɹɛd]), né Matthieu Le Carpentier le 22 septembre 1981 à Hérouville-Saint-Clair, est un producteur de musique, compositeur, musicien et beatmaker français.
Il commence sa carrière en composant pour de nombreux artistes parmi lesquels Diam's, Booba, Rohff, Sinik et Nessbeal. Il s’illustre par la suite comme proche collaborateur d'Orelsan, qu'il a rencontré en 2000, alors qu'ils étaient étudiants en école de commerce. Il est le cofondateur avec son associé « Ablaye », Abdoulaye Doucouré, du label 7th Magnitude sur lequel Orelsan et Gringe sont signés.

## Carrière
En 2004, Skread participe à l’album Panthéon de Booba dans lequel il compose les titres Tallac et Baby. Cette même année il produit six titres sur la compilation « Street lourd hall star » de la Mafia K’1FRY dont les feats de Kool Shen, Diams, Rohff, Rim’k, Lino.
En 2006, il produit trois titres sur l’album certifié diamant Dans ma bulle de Diam’s, dont La Boulette qu’il coproduit avec Kilomaitre et Elyo,. Ce single sera récompensé aux NRJ Music Awards en tant que chanson francophone de l'année.
En 2006 et 2008, il participe aux deux premiers albums de Nessbeal, La mélodie des briques et Rois sans couronne[source secondaire souhaitée] sur lesquels il compose respectivement 10 et 9 titres.
Par la suite, il se concentre sur le développement de son label 7th Magnitude et de l’artiste Orelsan, dont le 1er album sort en février 2009. Intitulé Perdu d'avance, produit, réalisé et composé entièrement par Skread, celui-ci est certifié disque de platine.
En 2010, Skread compose onze titre du troisième album NE2S de Nessbeal[réf. souhaitée].
Skread produit, en 2011, douze des 16 titres du 2e album d’Orelsan, Le Chant des sirènes[réf. souhaitée]. Cet album sera certifié 2 fois platine.
En 2013, il produit l’album des Casseurs Flowters, duo constitué d’Orelsan et Gringe, intitulé Orelsan et Gringe sont les Casseurs Flowters et certifié disque de platine. Le succès de cet album les conduit à l’adapter en un film semi autobiographique Comment c'est loin, sorti en salles le 9 décembre 2015. Skread compose la musique du film et y joue son propre rôle. Il produit également l’album de la bande originale sortie en même temps que le film, qui sera certifié disque de platine à son tour. Il aide à la composition de la plupart des musiques de la comédie musicale du Roi Arthur la même année.
En septembre 2017 sort le single d’Orelsan Basique[source insuffisante] composé et produit par Skread, le clip dans lequel Skread fait une apparition annonce la sortie de l’album La fête est finie. Ce dernier sort le 20 octobre 2017 et sera certifié disque de platine dès la 1re semaine. Skread y compose 10 des 14 titres[réf. souhaitée] dont les featurings avec Dizzee Rascal, Nekfeu, Gims et Ibeyi. Il co-compose le single Tout va bien avec Stromae qui sera certifié single de platine. L’album La fête est finie obtient la certification disque de diamant huit mois après sa sortie, gagnera quatre Victoires de la musique en 2018 et 2019, pour meilleur album de rap, artiste masculin de l’année, clip de l’année, et tournée de l’année.
La réédition Épilogue de cet album en 2018 inclura les artistes YBN Cordae, Damso, Eugy et Kojo funds. Skread y produit entre autres Rêves bizarres avec Damso certifié single de platine.
En 2018, Skread compose et réalise les titres Alhadji baller et Pepperdem sur l’EP Home and away de Shirazee, qui sort sur le label 7th Magnitude et Juss different.
En 2019, il compose la musique/score du film de Thomas Ngijol et Karole Rocher Black Snake et supervise la réalisation, de la bande originale inspirée du film sur laquelle figure Orelsan, Shirazee, MHD, Dosseh, Stromae, Oxmo Puccino.
En 2020, il compose et réalise le titre 23 sur l’album Twice as tall de Burna Boy , l'album est récompensé en 2021 au Grammy dans la catégorie Meilleur album de musique du monde et il est annoncé en featuring avec Chris Brown et Dadju sur l’album No limit.
À l'automne 2021 Skread, apparait dans la série documentaire Montre jamais ça à personne, réalisée par Clément Cotentin. Il produit également le 4e album d'Orelsan Civilisation, réalisé pendant la pandémie de Covid-19 et qui sort le 19 novembre 2021. Il apparait dans le clip de L'odeur de l'essence sorti le 17 novembre, réalisé par David Tomaszewski.

## Discographie

### Albums de compilation
- 2005 : Instrus
- 2013 : Instrus 2.0

### Production
Cette liste récapitule les albums produits ou coproduits par Skread.
- 2004 : Booba : Panthéon
- 2004 : Nysay :  L'Asphaltape
- 2004 : Nysay : Starting Blocks
- 2004 : Street Lourd : Street Lourd Hall Stars
- 2005 : Booba : Autopsie, Vol. 1
- 2005 : Brasco et El Matador : Bombattak MC's
- 2005 : IV My People : IV My People Mission
- 2005 : LIM : Enfant du ghetto
- 2005 : Lino : Paradis assassiné
- 2005 : Rohff : Au-delà de mes limites
- 2005 : Sinik : La main sur le cœur
- 2006 : Diam's : Dans ma bulle
- 2006 : DJ Whoo Kid and DJ Cut Killer : Mixtape Evolution
- 2006 : Hostile Records : Hostile 2006
- 2006 : Nessbeal : La mélodie des briques
- 2006 : Nysay : Au pied du mur
- 2007 : El Matador : Parti de rien
- 2007 : Passi : Évolution
- 2007 : Salif : Boulogne Boy
- 2008 : Nessbeal : Rois sans couronne
- 2008 : Salif : Prolongations
- 2009 : Frenesik Industry : Maghreb United
- 2009 : Orelsan : Perdu d'avance
- 2009 : Taipan : Punchliner
- 2010 : Isleym : Avec le temps
- 2010 : Nessbeal : NE2S
- 2011 : Nessbeal : Sélection naturelle
- 2011 : Orelsan : Le Chant des sirènes
- 2013 : Disiz : Transe-lucide
- 2013 : Casseurs Flowters : Orelsan et Gringe sont les Casseurs Flowters
- 2014 : Isleym : Où ça nous mène
- 2015 : Casseurs Flowters : Comment c'est loin
- 2017 : Orelsan : La fête est finie
- 2018 : Orelsan : La fête est finie - Épilogue
- 2018 : Gringe : Enfant Lune
- 2019 : Dabs : Mainmise
- 2019 : BO de  Black Snake
- 2020 : Burna Boy : Twice as tall
- 2021 : Orelsan : Civilisation
- 2022 : Gazo : KMT
- 2022 : Burna Boy : Love, Damini

## Filmographie
| Apparaît dans :                 | Date | Rôle              | Type                       |
| ------------------------------- | ---- | ----------------- | -------------------------- |
| Comment c'est loin              | 2015 | Lui-même          | Film semi-autobiographique |
| Montre jamais ça à personne     | 2021 | Lui-même (témoin) | Documentaire               |
| F*ckin' Fred : Comme un Léopard | 2025 | Lui-même          | Faux documentaire          |

## Distinctions
| Année | Organisateur(s)                 | Prix                                    | Résultat |
| ----- | ------------------------------- | --------------------------------------- | -------- |
| 2021  | 63e cérémonie des Grammy Awards | Meilleur album de musique international | Lauréat  |